# Maria Martin Bachman
Maria Martin Bachman (ur. 3 lipca 1796, zm. 27 grudnia 1863) – amerykańska ilustratorka książek przyrodniczych m.in. współtworzyła wiele ilustracji do The Birds of America Johna Audubona.

## Życiorys
Zainspirowana przez swojego szwagra Johna Bachmana zainteresowała się historią naturalną i poprzez jego znajomość z Johnem Audobunem zaczęła wykonywać ilustracje przyrodnicze. Zdobywała umiejętności ilustratorskie pod okiem Johna Audobuna, dla którego przygotowywała tła dla ilustracji ptaków zawierające rośliny, kwiaty i owady. W 1848 roku, po śmierci swojej siostry, poślubiła swojego szwagra Johna Bachmana. Współpracowała również z Johnem Holbrookiem, przygotowując ilustracje do jego dzieła North American Herpetology (1836-1840).

## Galeria

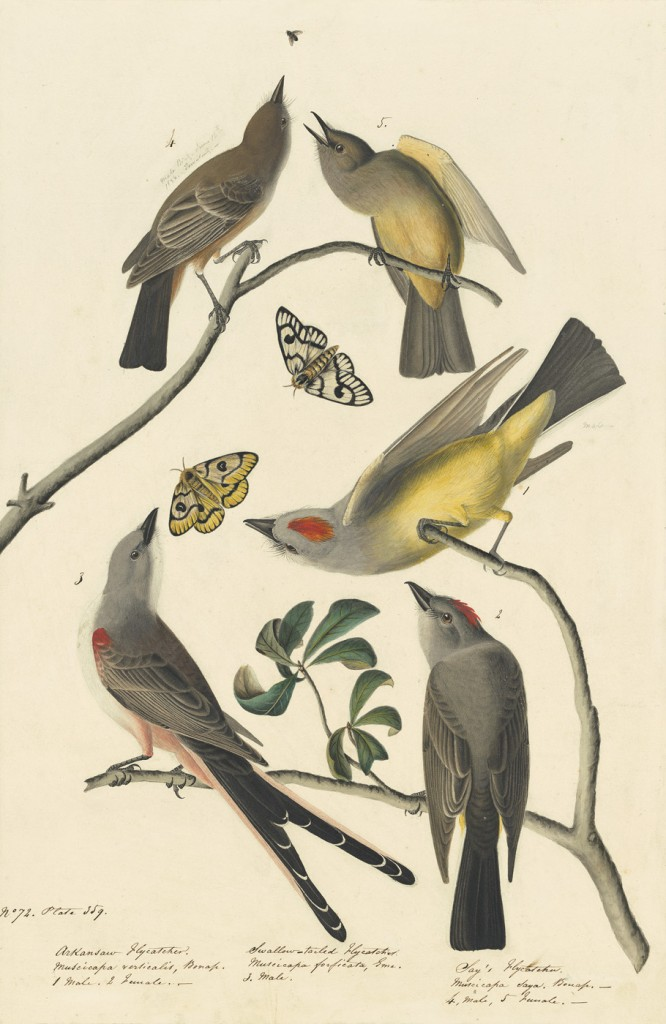
Ilustracja z The Birds of America
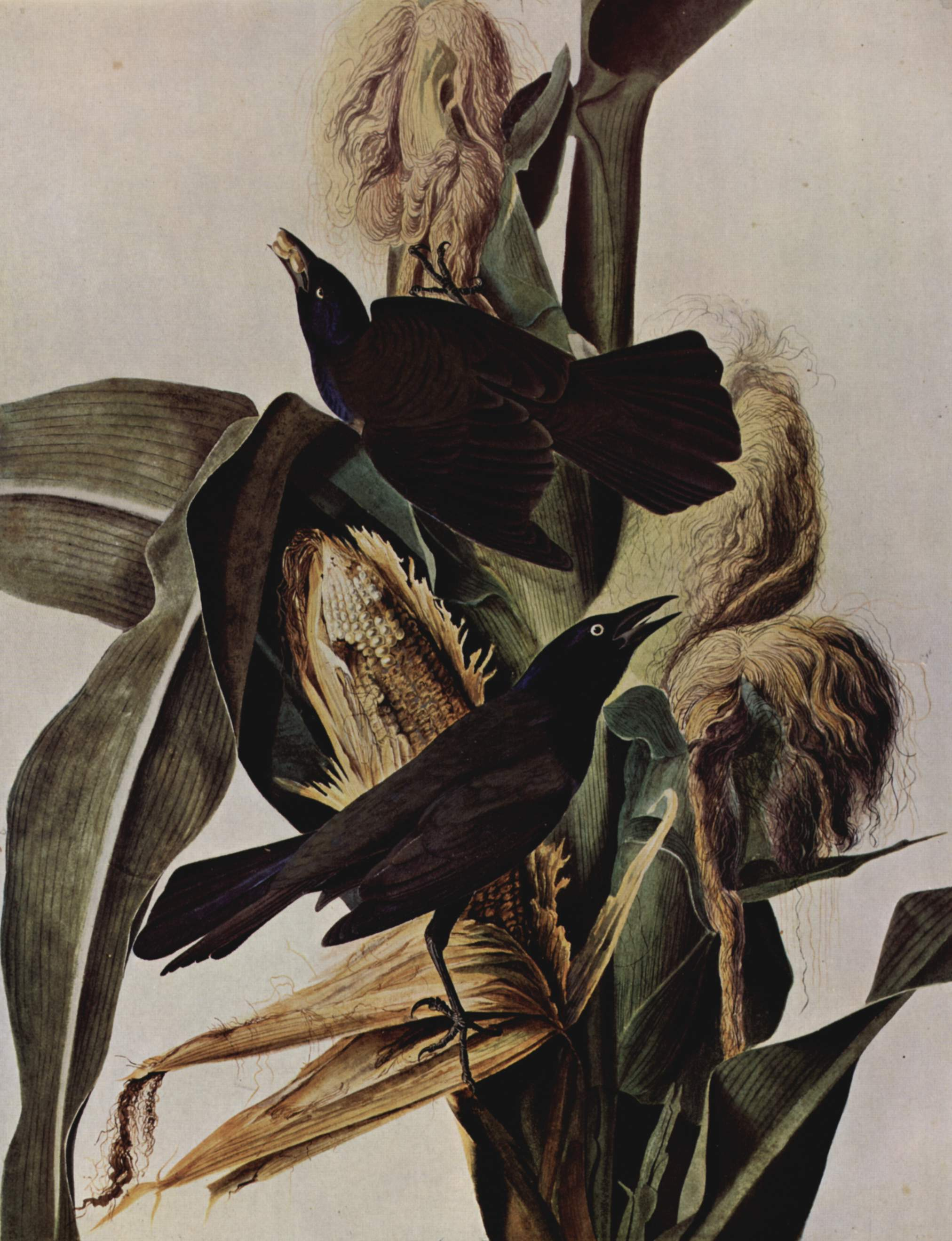
Ilustracja z The Birds of America
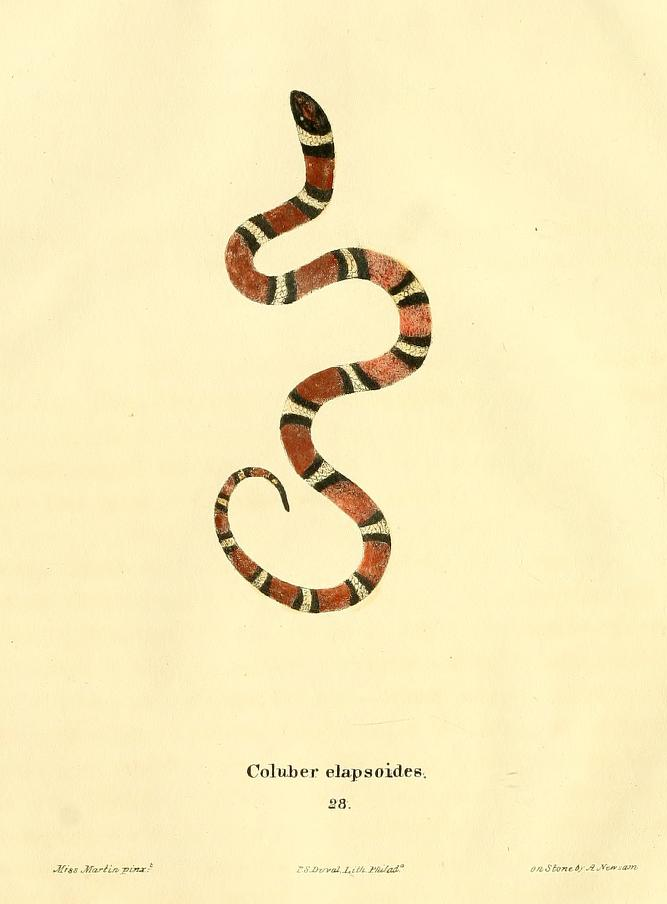
Rysunek Coluber elapsoides zamieszczony w North American Herpetology